# Richard Janthur
Richard Janthur (geboren 12. April 1883 in Zerbst; gestorben 22. März 1956 in Berlin) war ein deutscher Zeichenlehrer, Grafiker, Buchillustrator und Maler.

## Leben und Werk
Janthur besuchte die Kunstschule in Breslau und siedelte 1908 nach Berlin, wo er 1915 seine Ausbildung zum Zeichenlehrer abschloss und in den Schuldienst eintrat, ab 1917 qualifizierte er sich zudem für den Unterricht an Höheren Schulen. 1944 beendete er seinen Schuldienst mit einer vorzeitigen Pensionierung auf eigenen Wunsch.
Janthur begann seine künstlerische Karriere als Maler, konzentrierte sich jedoch später vor allem auf die Graphik und Buchillustration. Sein Zeichenstil war geprägt durch den Expressionismus, wobei er „Figuren, Tiere und Pflanzen in ihren Bewegungen und Gebärden zu einem bewegten Linienornament zusammenfließen ließ und dadurch eine rhythmische Gliederung der Fläche erreichte.“ Bereits seit 1911 beteiligte er sich an den Ausstellung der Berliner Secession. Im gleichen Jahr wurde ihm von Harry Graf Kessler eine Studienreise nach Griechenland finanziert. 1912 gründete er gemeinsam mit Ludwig Meidner und Jacob Steinhardt die Künstlergruppe „Die Pathetiker“, die im selben Jahr in der Sturm-Galerie ausstellen konnte. Später schloss er für eine kurze Zeit der in Berlin gegründeten Novembergruppe an und 1919 gehörte er dem Arbeitsrat für Kunst an. Er widmete sich zudem dem Kunstgewerbe und begann in den 1940er Jahren erneut mit der Malerei.
1937 wurden in der Nazi-Aktion „Entartete Kunst“ Bilder Janthurs aus der Anhaltinischen Gemäldegalerie Dessau, dem Städtisches Kunst- und Gewerbemuseum Dortmund, dem Museum für Kunst und Heimatgeschichte Erfurt, den Kunstsammlungen der Universität Göttingen, dem Kaiser-Friedrich-Museum Magdeburg, der Städtische Kunsthalle Mannheim und dem Museum für Kunst und Kunstgewerbe Stettin beschlagnahmt. Die meisten wurden vernichtet.

## Werke
Helga Kliemann urteilt über die Werke Richard Janthurs, dass das „erhaltene malerische Oeuvre beweist, daß die größere Bedeutung seinem graphischen Werk zuzusprechen ist, dessen künstlerischen Rang auch seine Aquarelle erreichen, von denen leider nur noch wenige zugänglich sind.“

### 1937 nachweislich als "entartet" beschlagnahmte Werke
- Wintermärchen (Lithografie, 1917, 30,1 × 19,6 cm; Blatt 15 der beschlagnahmten Mappe "Shakespeare Visionen. Eine Huldigung deutscher Künstler"; Verlag Reinhard Piper, München, 1918)
- Die Brüder Karamasow (Lithografie, 36,4 × 28,4 cm¸1919; Blatt 57 der beschlagnahmten Zeitschrift in Mappenform "Die Schaffenden", Jg. II, Mappe 2, 1920, Berlin-Potsdam)
- Exotische Szene (Lithografie; Illustration zu Rudyard Kipling "Das Dschungelbuch"; 1921, Fritz Gurlitt, Berlin)
- Kopf (Druckgrafik)
- Elefanten (Druckgrafik)
- Trunkenes Mädchen (Zeichnung)
- Am Fluss (Zeichnung)

### Buchillustrationen (Auswahl)
- Pantschatantra – Fabeln aus dem indischen Liebesleben. Gurlitt, Berlin 1919
- Gilgamesch – Eine Erzählung aus dem alten Orient. Gurlitt, Berlin 1919 (zu einem Ganzen gestaltet von Georg E. Burckhardt)
- Jonathan Swift: Des Capitain Lemuel Gullivers Reise in das Land derer Houyhnhnms. Gurlitt, Berlin 1919
- Rabindranath Tagore: Vierzehn Gedichte. Schnabel, Berlin 1920
- Jayadeva: Gita Gowinda oder Die Liebe des Krischna und der Radha. Schnabel, Berlin 1920 (übersetzt von Friedrich Rückert)
- Die Rosen von Schiras – Persische Liebesgedichte. Gurlitt, Berlin 1921 (übersetzt von Alfred Richard Meyer und Ernst Ulitzsch)
- Kalidasa: Der indische Frühling – Sanskrit-Strophen des Ritusamhara. Gurlitt, Berlin 1921 (übersetzt von Alfred Richard Meyer und Ernst Ulitzsch)
- Rudyard Kipling: Das Dschungelbuch. Gurlitt, Berlin 1921
- Das Blumenboot der Macht – Chinesische Liebesgedichte. Gurlitt, Berlin 1921 (übersetzt von Alfred Richard Meyer und Ernst Ulitzsch)
- Bess Brenck-Kalischer: Die Mühle – Eine Kosmee. Leon Hirsch, Berlin 1922
- Daniel Defoe: Das Leben und die ganz ungemeinen Begebenheiten des weltberühmten Engelländers Robinson Crusoe. Insel-Verlag, Leipzig 1922
- Prosper Mérimée: Tamango. Franz Schneider, Berlin 1923 (übersetzt von Franz Werner Schmidt)
- Die Gazelle. Franz Schneider, Berlin 1923
- Apulejus: Der goldene Esel. Franz Schneider, Berlin 1924 (herausgegeben unter Zugrundelegung einer älteren Übertragung durch Franz Werner Schmidt)
- Hans Heyck: Durch feindliche Sperre ins Vaterland. Franz Schneider, Leipzig 1934

## Belege
1. 1 2 3  Helga Kliemann: Janthur, Richard. In: Neue Deutsche Biographie (NDB). Band 10, Duncker & Humblot, Berlin 1974, ISBN 3-428-00191-5, S. 346 f. (Digitalisat).
2. ↑  Datenbank zum Beschlagnahmeinventar der Aktion "Entartete Kunst", Forschungsstelle "Entartete Kunst", FU Berlin

| Personendaten    | Personendaten                                |
| ---------------- | -------------------------------------------- |
| NAME             | Janthur, Richard                             |
| KURZBESCHREIBUNG | deutscher Zeichenlehrer, Graphiker und Maler |
| GEBURTSDATUM     | 12. April 1883                               |
| GEBURTSORT       | Zerbst                                       |
| STERBEDATUM      | 22. März 1956                                |
| STERBEORT        | Berlin                                       |